# Centroglossa
Centroglossa es un género con cinco especies de orquídeas.  Es originario de Brasil.

## Descripción
Tienen pseudobulbos pequeños, ovalados, algo aplanados lateralmente, rematados por una sola hoja carnosa, plana, cueriácea, alargada o ancha, lanceolada, pseudopeciolada, flanqueada por dos a cuatro tendones y con las hojas de base entrelazadas  como  colgantes o inclinadas, donde los pseudobulbos pasan casi inadvertidos.Las inflorescencias son axilares formando múltiples racimos, son cortas, arqueadas , conteniendo una o varias flores grandes espaciadas , algo ocultas entre las hojas, generalmente de color blanco o verde pálido.

## Distribución y hábitat
Este género comprende sólo seis especies epífitas de pequeño tamaño, su crecimiento es  caespitoso, y se encuentran, de forma natural, en el sudeste de Brasil donde suelen aparecer en la sombra de los bosques tropicales.

## Evolución, filogenia y taxonomía
Fue propuesta por João Barbosa Rodrigues en Genera et Species Orchidearum Novarum 2: 234 en 1882.Centroglossa macroceras Barb.Rodr. es la especie tipo.
Etimología
El nombre del género proviene del griego kentron, = centro o espolón, y glossa = lengua, refiriéndose a  los labios de sus flores.

## Especies
- Centroglossa castellensis Brade, Arch. Jard. Bot. Río de Janeiro 9: 12 (1949)
- Centroglossa greeniana (Rchb.f.) Cogn. in C.F.P.von Martius & auct. suc. (eds.), Fl. Bras. 3(6): 190 (1904)
- Centroglossa macroceras Barb.Rodr., Gen. Spec. Orchid. 2: 235 (1882)
- Centroglossa nunes-limae Porto & Brade, Anais Reunião Sul-Amer. Bot. 3: 41 (1938 publ. 1940)
- Centroglossa tripollinica (Barb.Rodr.) Barb.Rodr., Gen. Spec. Orchid. 2: 235 (1882)